# Кепман, Август Юрьевич
Август Юрьевич Кепман (эст. August Kepman; 1896 — дата смерти неизвестна) — депутат Верховного совета СССР 2-го созыва.

## Биография
По состоянию на 1946 год — председатель исполнительного комитета волостного совета Выйсику (ныне — в составе волости Пыльтсамаа), беспартийный.
В 1946 году избран депутатом Верховного совета СССР[уточнить] 2-го созыва (1946—1950) от избирательного округа Вильяндимаа.
Дальнейшая судьба неизвестна.